# Jordan Silva
Jordan Jesús Silva Díaz (ur. 30 lipca 1994 w Matehuali) – meksykański piłkarz występujący na pozycji środkowego obrońcy, reprezentant Meksyku, od 2024 roku zawodnik greckiego OFI.

## Kariera klubowa
Silva pochodzi z miasta Matehuala w stanie San Luis Potosí (stąd pseudonim „Mate”) i jest wychowankiem tamtejszego czwartoligowego zespołu Tuneros de Matehuala, w którego barwach w latach 2009–2010 występował w rozgrywkach Tercera División. Początkowo występował na pozycji napastnika, zaś później został przekwalifikowany na środkowego obrońcę, zaś w 2010 roku został zauważony przez wysłanników grającej w najwyższej klasie rozgrywkowej drużyny Deportivo Toluca i dołączył do jej akademii juniorskiej. Do pierwszego zespołu został włączony przez szkoleniowca José Cardozo i w Liga MX zadebiutował 13 kwietnia 2014 w wygranym 2:1 spotkaniu z Leónem. W tym samym roku dotarł z Tolucą do finału najbardziej prestiżowych rozgrywek północnoamerykańskiego kontynentu – Ligi Mistrzów CONCACAF, a bezpośrednio po tym został jednym z podstawowych zawodników linii defensywy. Pierwszego gola w lidze strzelił 31 sierpnia 2014 w wygranej 2:1 konfrontacji z Veracruz.
| Sezon     | Klub                 | Kraj   | Rozgrywki        | Mecze    | Bramki   |
| --------- | -------------------- | ------ | ---------------- | -------- | -------- |
| 2009/2010 | Tuneros de Matehuala | Meksyk | Tercera División | 19       | 6        |
| 2010/2011 | Deportivo Toluca     | Meksyk | Liga MX          | juniorzy | juniorzy |
| 2011/2012 | Deportivo Toluca     | Meksyk | Liga MX          | juniorzy | juniorzy |
| 2012/2013 | Deportivo Toluca     | Meksyk | Liga MX          | juniorzy | juniorzy |
| 2013/2014 | Deportivo Toluca     | Meksyk | Liga MX          | 2        | 0        |
| 2014/2015 | Deportivo Toluca     | Meksyk | Liga MX          | 24       | 1        |
| 2015/2016 | Deportivo Toluca     | Meksyk | Liga MX          | 25       | 0        |
| 2016/2017 | Deportivo Toluca     | Meksyk | Liga MX          |          |          |

## Kariera reprezentacyjna
W 2015 roku Silva został powołany przez szkoleniowca Raúla Gutiérreza do reprezentacji Meksyku U-23 na prestiżowy towarzyski Turniej w Tulonie. Tam rozegrał trzy z czterech możliwych spotkań (wszystkie w wyjściowym składzie), natomiast jego kadra zajęła trzecie miejsce w grupie, nie kwalifikując się do dalszych gier. Miesiąc później znalazł się w składzie na Igrzyska Panamerykańskie w Toronto, podczas których miał niepodważalne miejsce w linii defensywy – rozegrał wszystkie pięć meczów w wyjściowym składzie, tworząc duet środkowych obrońców z Hedgardo Marínem i strzelił gola w konfrontacji fazy grupowej z Urugwajem (1:0). Meksykanie dotarli wówczas do finału, przegrywając w nim z Urugwajczykami (0:1) i zdobyli srebrny medal na męskim turnieju piłkarskim. W październiku 2015 wziął udział w północnoamerykańskim turnieju kwalifikacyjnym do Igrzysk Olimpijskich w Rio de Janeiro, gdzie wystąpił we wszystkich pięciu spotkaniach w pełnym wymiarze czasowym, zaś jego drużyna triumfowała w rozgrywkach po pokonaniu w finale Hondurasu (2:0).
W 2016 roku Silva ponownie wystąpił na Turnieju w Tulonie, gdzie rozegrał trzy na cztery mecze (wszystkie w pierwszej jedenastce) i wbił gola Czechom (1:2), plasując się z Meksykanami na czwartym miejscu w grupie.